# Дигитална фотографија
Дигитална фотографија, за разлику од класичне, не користи филм већ слику „види“ преко електронског сензора као скуп бројчаних података. То омогућава спремање и уређивање слика на рачунару. Данас су дигитални фото-апарати продаванији од класичних, а највероватније ће их потпуно заменити. Осим снимања фотографија, они често омогућавају и снимање видеа и звука. Развој технологије је омогућио спајање више различитих уређаја у један, те су данас дигитални фото-апарати врло често саставни део мобилних телефона.

## Сензор и снимање
Слика настаје помоћу електронског сензора. Кад светлост падне на сензор (претходно прошавши кроз објектив, као код класичне фотографије), ћелије сензора претварају спектралне састојке светлости у бројчане вредности, које се затим снимају у облику фајла који се из апарата може пренети на штампање или даљу обраду. У зависности од могућности апарата и жеље сниматеља, на картицу се слика може снимити у сировом формату (RAW - пандан класичном негативу) или у суженом RGB (Red, Blue, Green) простору (jpeg, tif, bmp компримовани формати). RAW формат је погодан за даљу обраду у графичким програмима, јер у себи чува више информација, али су овакве датотеке веће. Данас су у употреби два типа сензора:

## Величина слике и пиксели
Број пиксела у слици (N) једнак је умноживању броја пиксела у ширини и висини. Рецимо ако сликамо на резолуцији 1600 × 1200, добит ћемо слику величине 1.920.000 пиксела (1.92 Мегапикслеа). Код SLR камера је омјер пикслеа ширина:висина 4:3, шта зависи од сензора.

## Мане и предности дигиталне фотографије
За нормалног корисника који посједује рачнар, предности дигиталних фото-апарата обично превагну над манама. Но, професионални корисници имају подијељена мишљења.

### Предности
Дигитални фото-апарати омогућавају преглед снимака на лицу мјеста (без развијања), што значи да фотограф може лако уочити грешке код снимања и исправити их док још није прекасно. Пошто се слике могу и брисати, може се снимати много узастопних слика с малим разликама, избрисати лоше и сачувати само успјеле. Код класичних фото-апарата то би било прескупо. Можете и одабрати само неке фотографије које ћете одштампати на папир (ако их уопште желите штампати). Ако имате рачунар са штампачем, није потребно фотографије носити у фото-студио - оне се могу одштампати и код куће. Такође, фотографије се на рачунару могу и обрадити те побољшати (нпр. пооштрити, контролисати контраст, јачину свјетлости, интензитет боје...).
На једну меморијску картицу могуће је снимити хиљаде фотографија (зависно о капацитету картице и квалитету слике), док се на један филм може снимити око 36 фотографија највише, под условом да је реч о куповном паковању филма, јер постоје филмови на метар, које сами можете да убаците у касетицу предвиђену за то и упакујете много више од стандардних 36 снимака.
Врло корисна чињеница код дигиталних фото-апарата је та да они биљеже додатне податке о фотографији уз саму слику (нпр. употреба блица, експозиција, бленда, ISO осјетљивост, вријеме фотографисања, датум, модел фото-апарата...). То је корисно код организације фотографија на рачунару или код додатне анализе снимака. Неки класични апарати такође омогућавају биљежење датума или времена фотографисања, али тај податак се исписује на саму слику.
Фотографија се може копирати безброј пута без нарушавања квалитета.

### Мане
Дигитални апарати брзо троше батерију, па је потребно или често пунити батерију или често куповати нове батерије.
Филмови великих ISO осетљивости дају мање зрнасту слику него дигитални сензори исте осетљивости (мада се и то мења и зависи од квалитета ДФА). Такође, постоје типови филмова за које нема еквивалент код дигиталних фото-апарата (нпр. филм за инфра црвену свјетлост). Затим, филмови имају много већу разлучивост од дигиталних фото-апарата. Процијењене еквивалентне вриједности су:
- 35мм филм ~ 19 мегапиксела
- 120 филм ~ 69 мегапиксела
- велики формат ~ 1135 мегапиксела

За поређење, модерни компактни дигитални фото-апарати имају 4-7 мегапиксела, професионални дигитални SLP апарати 6-17 мегапиксела, а екстремни и врло скупи дигитални апарати имају до 297 мегапиксела. (узмите у обзир да је немогуће прецизно упоредити филм и дигиталну слику).
Слике на филму су поуздане за документацију. Могу се лако спремити у ормар док су дигиталне слике изгубљене у случају квара тврди диска. Такође, на филму се лако и поуздано могу уочити све накнадне промјене док не постоји софтвер који може открити што је (ако је ишта) промијењено на дигиталној слици.